# Santi Blanco
Santiago Blanco Gil (Puerto de Béjar, Salamanca, 7 de junio de 1974) es un exciclista profesional español. 

## Trayectoria
Tras sus éxitos en categoría de aficionado como la victoria en la Vuelta a Navarra en 1994, debutó como profesional en 1995, el mismo año que consiguió la victoria final en la Vuelta a Castilla y León.
En su palmarés destacan sus dos victorias de etapa en la Vuelta a España (2001 y 2002). Se retiró tras la temporada 2004.

## Palmarés
1995
- Vuelta a Castilla y León

1997
- 2 etapas de la Bicicleta Vasca
- 1 etapa de la Vuelta a La Rioja

1998
- 1 etapa de la Vuelta a Asturias

1999
- Subida al Naranco

2000
- 1 etapa de la Vuelta a Andalucía

2001
- 2.º en el Campeonato de España en Ruta
- 1 etapa de la Vuelta a España

2002
- 1 etapa de la Vuelta a España

## Resultados en Grandes Vueltas y Campeonatos del Mundo
Durante su carrera deportiva consiguió los siguientes puestos en las Grandes Vueltas y en los Campeonatos del Mundo en carretera:
| Carrera         | Carrera         | 1995 | 1996 | 1997 | 1998 | 1999 | 2000 | 2001 | 2002 | 2003 | 2004 |
| --------------- | --------------- | ---- | ---- | ---- | ---- | ---- | ---- | ---- | ---- | ---- | ---- |
|                 | Giro de Italia  | —    | —    | —    | —    | Ab.  | 11.º | —    | —    | —    | —    |
|                 | Tour de Francia | —    | —    | 27.º | Ab.  | —    | —    | Ab.  | 57.º | —    | —    |
|                 | Vuelta a España | —    | 33.º | —    | 32.º | 10.º | 13.º | 21.º | 45.º | 61.º | —    |
| Mundial en Ruta | Mundial en Ruta | Ab.  | 40.º | —    | —    | 24.º | —    | 57.º | —    | —    | —    |

—: no participa
Ab.: abandono

## Equipos
- Banesto (1995-1997)
- Vitalicio Seguros (1998-2000)
- Ibanesto.com (2001-2002)
- Relax-Fuenlabrada (2003-2004)